# Jure Bogdan

Bischofswappen von Jure Bogdan

Jure Bogdan (* 9. November 1955 in Donji Dolac, Jugoslawien, heute Kroatien) ist ein kroatischer Geistlicher und römisch-katholischer Militärbischof von Kroatien.

## Leben
Jure Bogdan studierte von 1973 bis 1980 am Priesterseminar in Split und empfing am 22. Juni 1980 die Priesterweihe für das Erzbistum Split-Makarska.
Nach der Priesterweihe war er zunächst Kaplan in Metković und anschließend Spiritual des Knabenseminars von Split. 1992 wurde er zu weiterführenden Studien an das Päpstliche Kroatische Kollegium vom Heiligen Hieronymus zu Rom entsandt und wurde 1999 am Institut für Pastoraltheologie der Lateranuniversität zum Dr. theol. promoviert. Bereits im Dezember 1996 war er auf Vorschlag der kroatischen Bischöfe von der Kongregation für das Katholische Bildungswesen zum Rektor des Päpstlichen Kroatischen Kollegiums berufen worden. Im Jahr 2006 wurde er in diesem Amt bestätigt.
Papst Franziskus ernannte ihn am 30. November 2015 zum Bischof des Kroatischen Militärordinariats. Die Bischofsweihe spendete ihm der Erzbischof von Split-Makarska, Marin Barišić, am 27. Februar des folgenden Jahres. Mitkonsekratoren waren der Erzbischof von Zagreb, Josip Kardinal Bozanić, und sein Amtsvorgänger Juraj Jezerinac.